# The Tragedy of Whispering Creek
The Tragedy of Whispering Creek er en amerikansk stumfilm fra 1914 af Allan Dwan.

## Medvirkende
- Murdock MacQuarrie
- Pauline Bush
- William C. Dowlan som Bill
- Lon Chaney
- George Cooper